# Marcello Menegatto
Marcello Menegatto (12 tháng 5 năm 1978 -) là một doanh nhân Ý, người tự xưng là người đứng đầu nhà nước của Công quốc Seborga, một tổ chức vi quốc gia đặt tại đô thị cùng tên, ở tỉnh Imperia, thuộc vùng Liguria, không được chính phủ Ý hoặc bất kỳ chính phủ thế giới nào khác công nhận.

## Tiểu sử
Marcello Menegatto sinh năm 1978 ở Lecco, Ý.
Vào ngày 25 tháng 11 năm 2009, Giorgio I, người tự xưng là Thân vương Seborga, đã chết vì biến chứng do bệnh xơ cứng teo cơ một bên ở tuổi 73. Cuộc bầu cử để bổ nhiệm một thân vương mới được tổ chức vào ngày 25 tháng 4 năm 2010 và Marcello Menegatto đã giành chiến thắng với 89 phiếu bầu, đánh bại Gian Luigi Morgia, người đã nhận được 67 phiếu.
Ông đã chạy đua một lần nữa trong cuộc bầu cử năm 2017 vào ngày 23 tháng 4, đánh bại DJ Mark Dezzani của Radio Caroline với 129 phiếu, trong khi Dezzani chỉ được 42 phiếu, dù đã sống tới 40 năm tại Seborga.
Vào ngày 12 tháng 4 năm 2019, ông tuyên bố ý định thoái vị và được vợ cũ, Nina Menegatto kế vị, trở thành Công chúa đầu tiên của Seborga vào ngày 10 tháng 11 năm 2019.